# Épisodes de Kitchen Confidential
Cet article présente les treize épisodes de la première saison de la série télévisée américaine Kitchen Confidential (Kitchen Confidential).

## Distribution

### Acteurs principaux
- Bradley Cooper (VF : Damien Boisseau) : Jack Bourdain
- Owain Yeoman (VF : Didier Cherbuy) : Steven Daedalus
- Nicholas Brendon (VF : Mark Lesser) : Seth Richman
- Jaime King (VF : Christine Sireyzol) : Tanya
- John Francis Daley (VF : Donald Reignoux) : Jim
- Bonnie Somerville (VF : Laura Préjean) : Mimi Lugeria
- Sam Pancake (VF : Thierry Bourdon) : Cameron

## Épisodes

### Épisode 1:Le resto est ouvert
- États-Unis : 19 septembre 2005
- France : 5 juin 2005

- Frank Langella : Pino
- John Cho : Teddy Wu
- Andrea Parker : Suze
- Sam Pancake : Cameron
- Bitty Schram : Reese Ryder
- Rob Adler : Singing Waiter

### Épisode 2:Qui vole un œuf
- États-Unis : 26 septembre 2005

- Dmitri S. Boudrine : Mafieux Russe
- Michael Enright : Maifieux Russe
- Arden Myrin : Wendy
- Lindsay Price : Audrey
- Stephen Rannazzisi : Banquier
- Tessie Santiago : Donna

### Épisode 3:Le repas du condamné
- États-Unis : 3 octobre 2005

- Frank Alvarez : Ramon
- John Berg : Client mangeant un hot dog
- Angelica Bridges : Mme Goldfarb
- Kerry Carney : Cliente soucieuse de sa santé
- John Larroquette : Chef Gerard
- Alex Craig Mann : Client soucieux de sa santé
- Ralph P. Martin : Vendeur de Hot Dog
- Richard Molinare : Dr Goldfarb
- J. Richey Nash : Client soucieux de sa santé
- Paige Scurti Sternin : Cliente Jalouse
- Joey Vieira : Plongeur

### Épisode 4:Maudits Français
- États-Unis : 5 décembre 2005

- Frank Alvarez : Ramon
- David Aranovich : Adam
- Rebekah James : Babette
- Lindsay Price : Audrey
- Barry Sigismondi : Agent de l'immigration
- Michael Vartan : Michel

### Épisode 5:Le combat des chefs
- États-Unis : 12 décembre 2005

- Sam Pancake : Cameron
- Erinn Hayes : Becky Sharp
- Tessie Santiago : Donna
- Melanie Paxson : Jessica
- Erik Jorgen Sampson : Kyle

### Épisode 6:Chauds lapins
- États-Unis : 19 décembre 2005

- Sam Pancake : Cameron
- Erinn Hayes : Becky Sharp
- Lauren Stamile : Julia
- Frank Alvarez : Ramon
- Kristina Krofft : Jilted Line Cook
- Symba Smith : Jilted Waitress
- Toni Sawyer : vieille femme

### Épisode 7:Brunch attitude
- Frank Alvarez : Ramon
- Rob Boltin : Albert
- Jeanette Miller (en) : vieille femme
- Suzanne Ford : Matronly Woman
- Susan Slome : femme juive

### Épisode 8:Teddy contre attaque
- Matt Winston : Chet
- Allan Wasserman : Ricky Rifkin
- Iqbal Theba : Iqbal
- Ragan Wallake : Wanda
- Aja Evans : Allegra
- Michelle Belegrin : Juliette

### Épisode 9:Mauvais œil
- Tessie Santiago : Donna
- Ralph P. Martin : vendeur de Hot Dog
- Andrea Martin : Margie

### Épisode 10:La chasseuse de chef
- Sam Pancake : Cameron
- Jordana Spiro : Alison
- Loren Lazerine : Hector
- Jordan Black : Rodrigo
- Mitch Silpa : Alfredo

### Épisode 11:Le cuisinier, le boss et sa maitresse
- Frank Alvarez : Ramon
- Morena Baccarin : Gia
- Concetta Tomei : Grace
- Helena Mattsson : jolie blonde

### Épisode 12:À couteaux tirés
- Sam Pancake : Cameron
- Frank Alvarez : Ramon
- Karen Maruyama : Fran

### Épisode 13:Anguille sous roche
- Frank Alvarez : Ramon
- Joey Vieira : Busboy
- Robb Skyler : Philip Potemkin